# Astragalus viridiformis
Astragalus viridiformis är en ärtväxtart som beskrevs av Sirj. Astragalus viridiformis ingår i släktet vedlar, och familjen ärtväxter. Inga underarter finns listade i Catalogue of Life.